# 書亞·黃

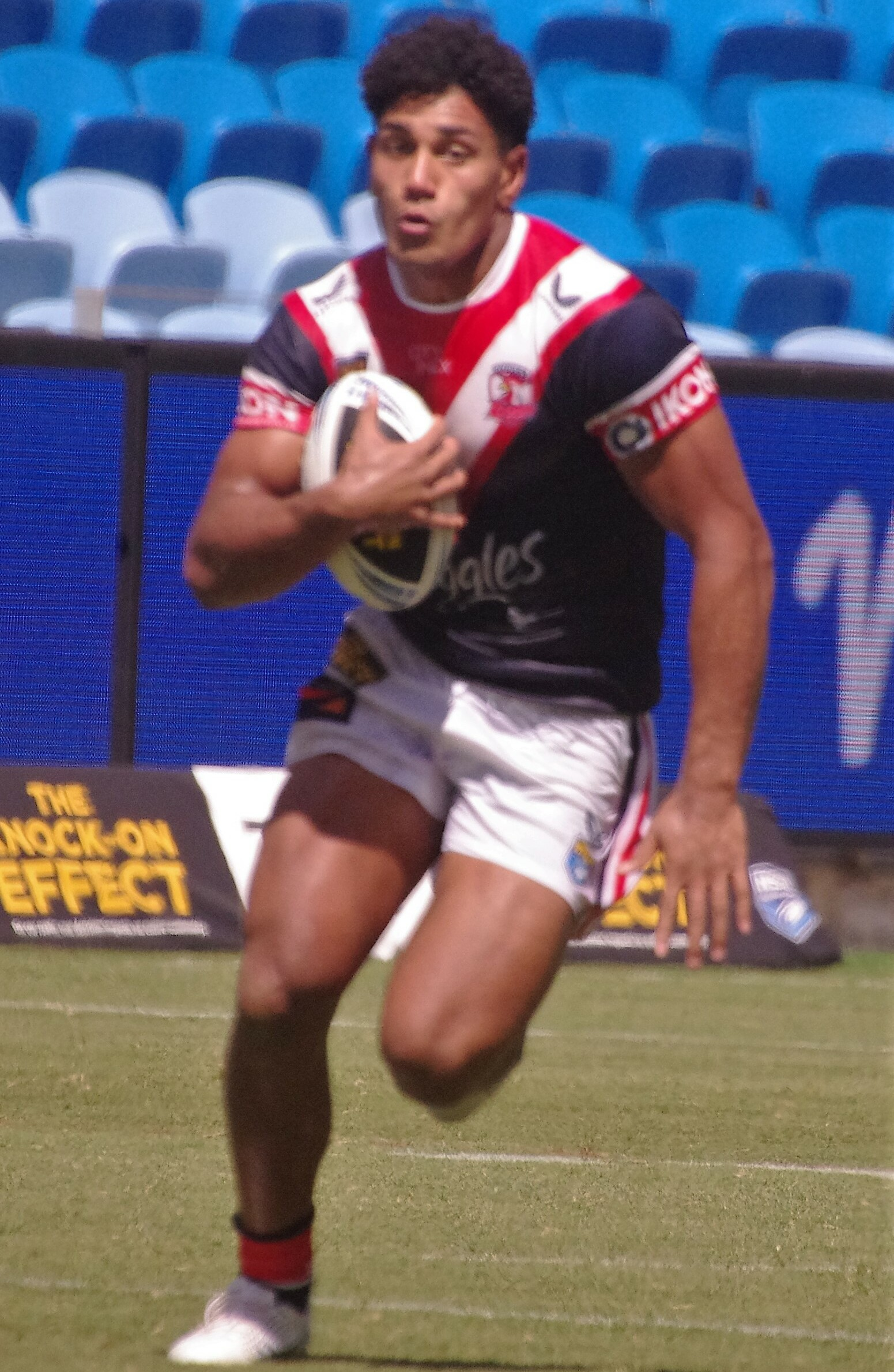

約書亞·黃（2003年4月4日—），暱稱：書亞（Siua），國家橄欖球聯賽運動員，效力悉尼公雞隊，曾經在國際賽上代表過斐濟及湯加。書亞在紐西蘭米德爾莫爾出生，父親是斐濟華人，母親是湯加人（母系方面亦有薩摩亞血統）。他畢業於澳大利亞悉尼的斯高茨中學。

## 外部連結
- Sydney Roosters profile （页面存档备份，存于）
- Rakaviti profile （页面存档备份，存于）
- Fiji profile （页面存档备份，存于）